# K.k. Gebirgstruppe
Le kaiserlich-königlich Gebirgstruppe (in  italiano "imperial-regie truppe da montagna") furono fondate nel 1906 come componente della k.k. Landwehr, l'esercito territoriale austriaco, parte a sua volta delle Forze armate dell'Impero austro-ungarico.
Su proposta di Franz Conrad von Hötzendorf, in febbraio 1906 il Ministero della guerra dell'Impero austro-ungarico di Vienna convocò un convegno sulla sicurezza della frontieria alpina. Il Feldmaresciallo Tunk, d'accordo con Conrad, delineò i concetti fondamentali della nuova specialità.
I reggimenti di Landesschützen esistenti, insieme con le compagnie di frontiera del k.k. Landsturm ed i dipartimenti della k.k. Gendarmerie, vennero addestrati come truppe da montagna per formare la spina dorsale di questa forza di difesa territoriale, sfruttandone la profonda conoscenza delle frontiere della Contea del Tirolo.

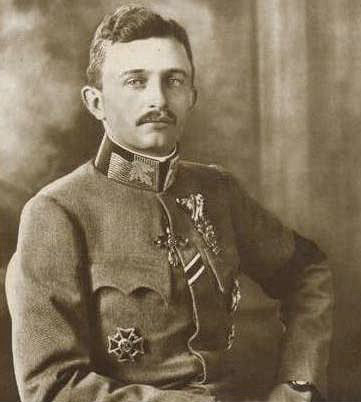
Il comandante in capo nel 1916, l'Imperatore Carlo I d'Austria.

## Organizzazione
Il 1 maggio 1906 il k.k. Landesschützen-Regiment "Trient" Nr. II di Trento, il k.k. Landesschützen-Regiment "Bozen" Nr. II di Bolzano ed il k.k. Landwehr-Infanterieregiment "Klagenfurt" Nr. 4 vennero qualificati come "truppe di alta montagna" (Hochgebirgstruppe). Nel 1909 si aggiunse il k.k. Landesschützen-Regiment "Innichen" Nr. III, con quartier generale a San Candido. Nel 1911 seguì un quinto reggimento, il k.k. Landwehr Infanterie Regiment "Laibach" Nr. 27 di stanza a Lubiana.
L'area delle Alpi Carniche in Carinzia e quella delle Alpi Giulie divennero di competenza del k.k. Landwehr Infanterie Regiment Nr. 4 e Nr. 27. Questi due reggimenti, fino ad allora di fanteria standard, ricevettero l'uniforme delle truppe da montagna e dall'11 aprile 1917 assunsero la denominazione rispettivamente di k.k. Gebirgs-Schützenregiment Nr. 1 e Nr. 2.

## Ordine di battaglia al 1º agosto 1914

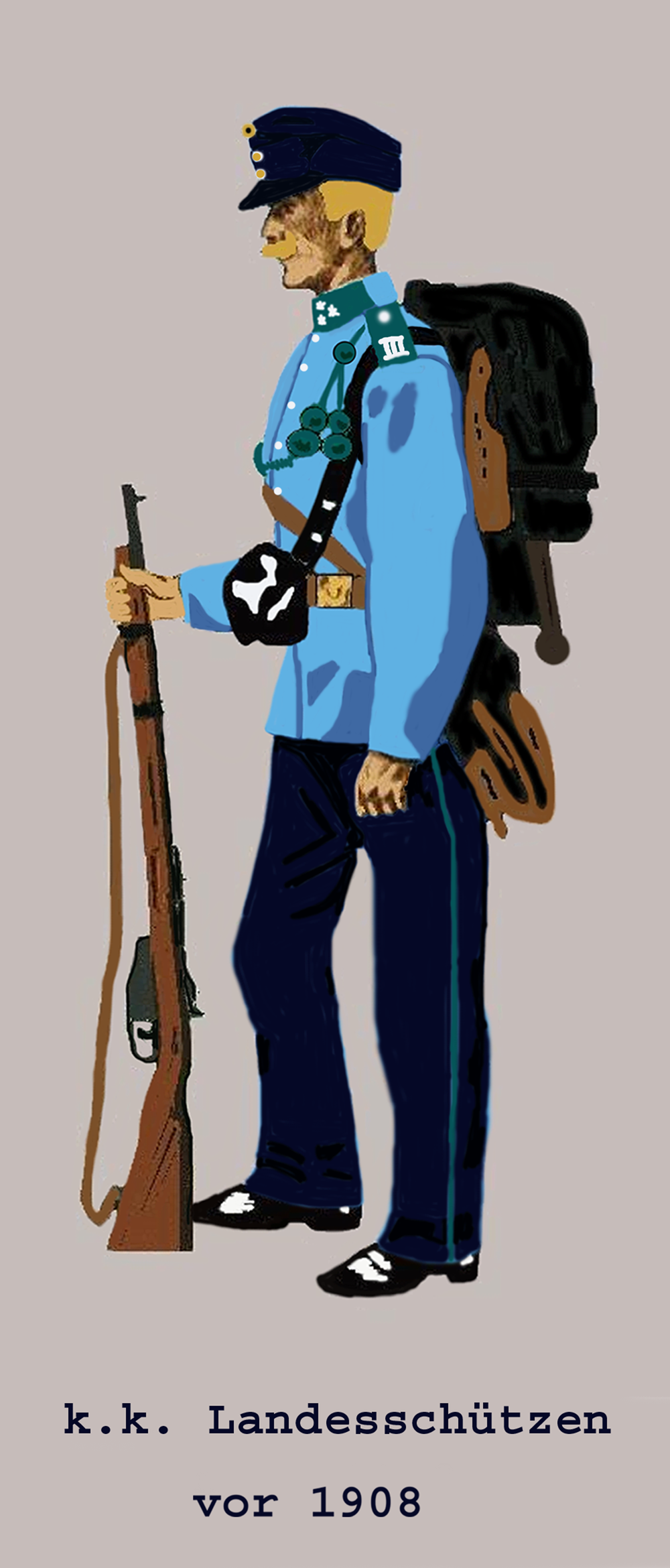
Gebirgs-Schützen in uniforme di marcia, 1906-1908.

k.k. Landesschützen-Regiment "Trient" Nr. I,
comandante: Oberst Adolf Sloninka von Holodów
- Comando (Trento)
- I Battaglione (Trento)
- II Battaglione (Strigno)
- III Battaglione (Ala)
- IV Battaglione (Rovereto)

k.k. Landesschützen-Regiment "Bozen" Nr. II,
comandante: Oberst Karl Josef Stiller
- Comando (Bolzano)
- I Battaglione (Merano)
- II Battaglione (Bolzano)
- III Battaglione (Riva del Garda)

k.k. Landesschützen-Regiment "Innichen" Nr. III,
comandante: Oberst Hugo Schönherr / Oberst Josef Hadaszczok
- Comando (Innichen)
- I Battaglione (Primör)
- II Battaglione (Predazzo)
- III Battaglione (Ampezzo)

Reitende Tiroler Landesschützen-Division,
comandante: Tenente colonnello Moritz Srnka
- comando (Trento)
- k.k. Landwehr-Infanterieregiment "Klagenfurt" Nr. 4

44. Infanteriebrigade - 22. Infanterie Truppendivision - III. Armeekorps
comandante: Oberst Friedrich Eckhardt von Eckhardtsburg
creazione: 1889
Comando (Klagenfurt)
I Battaglione (Hermagor)
II Battaglione (Hermagor)
III Battaglione (Klagenfrut)
nazionalità: 79% tedeschi - 21% altri
distretto di reclutamento: Klagenfurt
- k.k. Landwehr-Infanterieregiment "Laibach" Nr. 27

44. Infanteriebrigade - 22. Infanterie Truppendivision - III. Armeekorps
comandante: Oberst Karl Zahradniczek
creazione: 1901
Comando (Laibach)
I Battaglione (Laibach)
II Battaglione (Görz)
III Battaglione (Laibach)
nazionalità: 86% sloveni - 14% altri
distretto di reclutamento: Laibach
I reggimenti iniziarono un intenso addestramento alpino trasferendosi nei campi estivi, accampati in locande, rifugi alpini e tende. I campi invernali naturalmente erano invece situati nelle valli, ma ciò non impediva l'esecuzione di ampi programmi di esercitazione invernale, con corsi di sci alpino.

## Uniformi ed equipaggiamento
Nel 1907 vennero reintrodotte le piume bianche e nere di gallo forcello che venivano indossate dai Landesschützen sul berretto fin dal 1887. Questo piumetto e la stella alpina sul bavero della giubba formavano il fregio delle k.k. Gebirgstruppe. Per il resto l'uniforme era la stessa dei cacciatori (Jäger). La novità fu l'adozione della tenuta da montagna grigia, formata da scarponi da montagna, calzettoni da montagna, calzoni, giacca pesante, berretto, cappotto e cappa. Gli ufficiali continuarono a indossare la loro precedente uniforme della Landwehr come uniforme da parata.

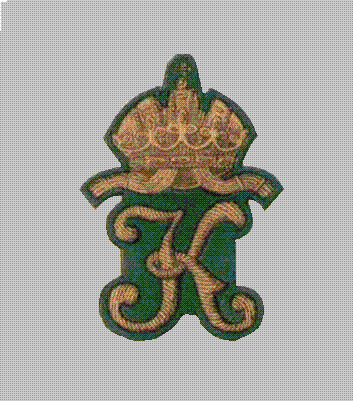
Fregio da berretto da ufficiale, 1916.

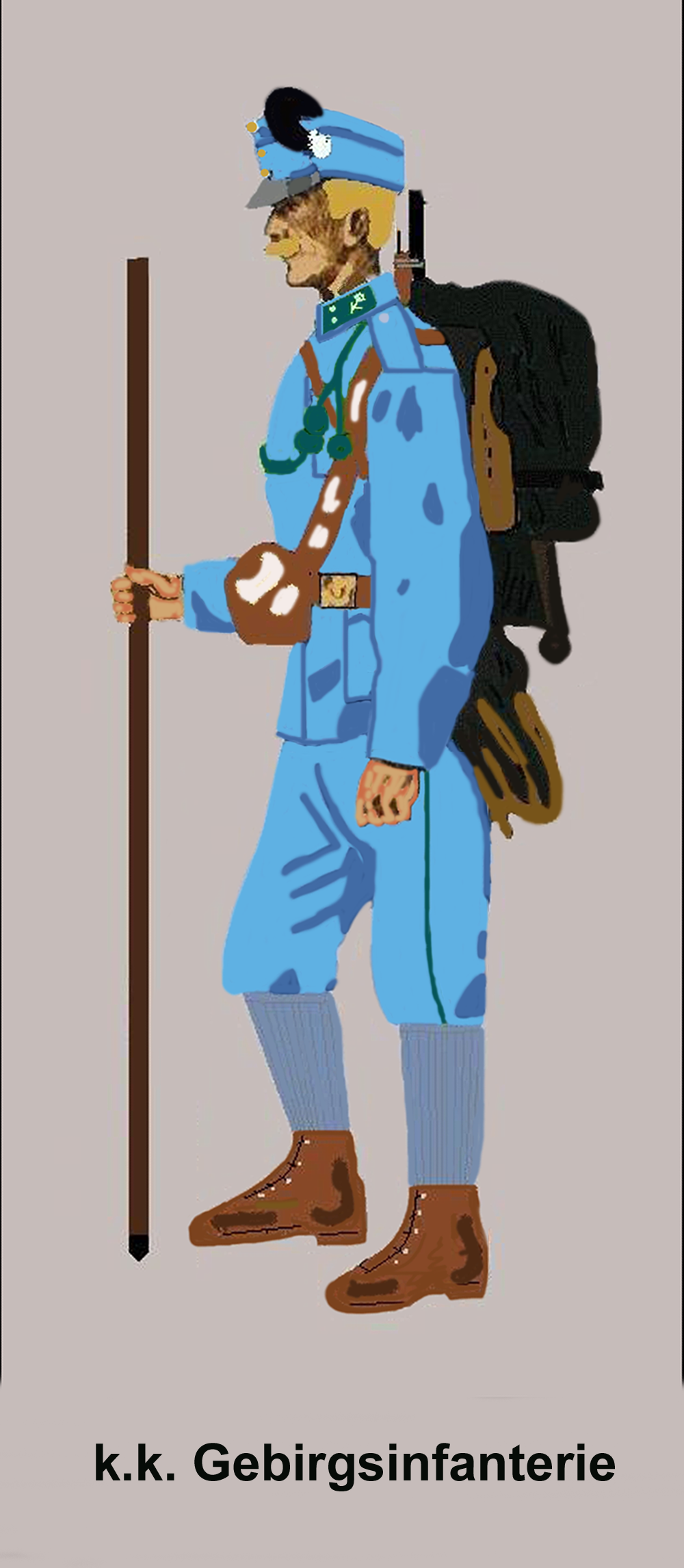
Landesschützen in tenuta da montagna, post-1908.

I reparti vennero dotati di animali da soma a livello di battaglione e di compagnia. I fucili furono sostituiti con le più corte carabine Repetierstutzenkarabiner M95. Alle normali dotazioni si aggiungeva l'equipaggiamento speciale per la guerra di montagna: sci, corde, ramponi e piccozze. I reggimenti erano rinforzati da una sezione di mitragliatrici da montagna con quattro Schwarzlose. Per aumentarne la mobilità, queste potevano essere someggiate a dorso di animale o portate in spalla alle quote più alte, come i cannoni da montagna. Stufe da campo portatili (Schwarmöfen) e tende riscaldate consentivano alle truppe di operare in condizioni estreme. Negli spostamenti sugli sci, la tecnica a due bastoncini da sci rimpiazzò quella con un solo bastone. L'attacco Bilgeri, un attacco sportivo, veniva usato per le cordate.
Per quanto riguarda attrezzature ed uniformi, questi reparti avevano il meglio che la tecnologia del tempo poteva offrire. Nel 1915 venne prescritto l'uso delle innovative corde da valanghe. Le normali giacche erano sostituite da parka cerati, che proteggevano dal vento e dall'umidità. Le pattuglie erano dotate di altimetro, termometro, torce elettriche, sci di riserva, attrezzi per le riparazioni, fornello ad alcol, cassa farmacia, mappe e binocolo. Per il camuffamento gli uomini erano dotati di una sovragiacca bianca. Le razioni alimentari erano costituite da cibo essiccato e scatolame.
Estratto dal manuale "Guerra di montagna invernale" (Gebirgskrieg im Winter)
Edito da  k.u.k. Landesverteidigungs-Kommando in Tirol o.J.
Equipaggiamento alpino
A. Equipaggiamento generico da montagna fornito ad ogni soldato delle unità operative; esso comprendeva:
1 zaino alpino con 2 tasche interne
1 alpenstock
1 paio di racchette da neve (Schneereifen)
1 paio di occhiali da neve
1 paio di ramponi a quattro denti
B. Equipaggiamento specifico per le sezioni da alta montagna: equipaggiamento precedente ed in aggiunta:
1 paio di ramponi a dieci denti con cinturini
1 set completo di sci (Skizeug)
1 paio di corde da valanga (Lawinenschnüre)
1 paio di copriscarpe (Schuhüberzüge)
1 paio di copri guanti
1 giacca a vento
1 paio di pantaloni antivento
1 tuta da neve (in emergenza anche un parka)
Ogni quattro uomini:
1 piccozza con chiodi da roccia
1 barattolo di unguento antigelo
1 stufa portatile a spirito con contenitore
Un set completo da sci comprende:
1 paio di sci con attacchi
1 paio di bastoncini da sci
1 paio di cinghie di trasporto (Fellersatz)
1 paio di ramponi
sciolina
Un paio di sci con attacchi è formato da:
1 paio di lamine
1 paio di attacchi con chiavi e viti di fissaggio
1 coppia di piastre
1 set di cinghie di fissaggio

## Distintivi di grado
Le stelle dei gradi e la stella alpina sui baveri degli ufficiali erano ricamate in filo metallico. Per la truppa ed i sottufficiali le stelle erano in celluloide e la stella alpina in metallo. Dal 1914 cadetti e Stabsoberjäger ebbero le stelle in filo di seta bianca.

cacciatore (Jäger)
appuntato (Patrouillenführer)
caporale (Unterjäger)
caporal maggiore (Zugsführer)
sergente (Oberjäger)
Sergente-cadetto (Kadett-Feldwebel) Cadetto (Kadett) dal 1908
Sergente maggiore (Stabsoberjäger) prima del 1914
Sergente maggiore (Stabsoberjäger) dopo il 1914
aiutante di battaglia (Offiziersstellvertreter) dal 1915
aspirante ufficiale (Kadettoffiziersstellvertreter) al 1908
aspirante ufficiale (Fähnrich) dal 1908
sottotenente (Leutnant)
tenente (Oberleutnant)
capitano (Hauptmann)
maggiore (Major)
tenente colonnello (Oberstleutnant)
colonnello (Oberst)